# Ekonomija
Ekonomija (cyr. Економија) – wieś w Bośni i Hercegowinie, w Republice Serbskiej, w mieście Zvornik. W 2013 roku liczyła 1366 mieszkańców.